# زبان برنامه‌نویسی نسل چهارم
زبان برنامه‌نویسی نسل چهارم (به انگلیسی: Fourth-generation programming language)(شناخته‌شده با نام 4GL)، زبان برنامه‌نویسی یا محیط برنامه‌نویسی طراحی شده با هدفی خاص، مانند توسعه نرم‌افزاری تجاری تبلیغاتی است. 4GL ادامه 3GL است.
حالت ساختار بلاک مانند زبان‌های برنامه‌نویسی نسل سوم، پروسه توسعه نرم‌افزار را بهبود بخشید؛ اگر چه، متدهای توسعه 3GL می‌توانند کند و با خطا باشند. مشخص است که بعضی از اپلیکیشن‌ها می‌توانند با افزودن زبان برنامه‌نویسی سطح بالاتر و متدها، سریعتر توسعه یابند که معادل با دستورها پیچیده‌تر 3GL با خطاهای کمتر است.
4GL و 5GL بیشتر به سمت راه‌حل و مهندسی سیستم هستند.
4GLها، هزینه برنامه‌نویسی، زمان توسعه و هزینه توسعه نرم‌افزار را کاهش می‌دهند. استفاده مناسب از این زبان‌ها، می‌تواند موفقیت‌آمیز باشد. بهبود قابلیت استفاده مجدد می‌تواند به وسیلهٔ بعضی از 4GLها (و محیطشان) فراهم آید و اجازه جستجوی بهتر برای راه حل‌های حریصانه نسبت به 3GL بدهند.